# Echipa națională de fotbal a României Under-13
Echipa națională de fotbal a României Under-13 este a șasea reprezentativă de fotbal a României la nivel internațional.În echipă sunt selecționați jucători cu vârste cuprinse între 11 și 13 ani.

## Palmares
Era Under-12
Campionatul European Under-12
Câștigători : (0)
Era Under-13
Campionatul European Under-13
Câștigători : (1) 1962
Vicecampioană : (1) 1960

## Lotul actual
Competiție : Campionatul European 2014
Data meciului : 25 ianuarie - 30 februarie
Adversar : Serbia , Germania și Ungaria
Antrenor : Ionel Augustin